# Flower〜フラワー〜
『Flower〜フラワー〜』は、和田尚子による日本の漫画作品。
『別冊マーガレット』（集英社）にて2000年3月号から2005年12月号まで不定期に連載された。事故で車椅子生活となった女子中学生が、友人など周囲の人たちの理解に支えられながら、成長していく様子を描く。
そのほか、2001年から2006年に番外編8話が『デラックスマーガレット』（集英社）に掲載された。単行本全10巻が同社より発売、文庫版は全7巻を予定している。

## あらすじ
中学3年生の葵は、竜太たち小学校時代からの親友と楽しい中学生活を送りながら、彼らと同じ南高への進学を目指していた。しかし、夏休みを目前にしたある日、自転車事故で下半身不随となり、医師から一生車椅子の生活となる事を告げられる。両親から南高をあきらめるよう薦められた葵は、一度は生きていく希望を見失いそうになる。しかし、仲間たちの支えと持ち前の明るさで前向きに生きる勇気を取り戻し、ついに南高への合格を果たす。高校生活でも、学校生活や街角で障害者をとりまくさまざまな障壁や偏見にぶつかるが、竜太をはじめ仲間たちの支え、車椅子の高校生・北川や介助犬の訓練士見習い・河井らとの出会いなどを通じて、そして、葵は自分を対等に扱い、支えてくれる竜太に思いを寄せていく。

## 登場人物
花野 葵（はなの あおい）
主人公。ティーン雑誌の読者モデルも務める元気いっぱいの中学3年生。自転車事故で下半身不随となり、車椅子生活を送る。自分を支えてくれる竜太と一緒に過ごすうち、恋人になる。
添川 竜太（そえかわ りゅうた）
葵の同級生で、小学校からの友人。葵のボーイフレンド。車椅子生活の葵を一途に支える。
三輪 優子（みわ ゆうこ）
葵の同級生で、小学校からの友人。光と付き合っている。
田嶋 光（たじま ひかる）
葵の同級生で、小学校からの友人。二枚目。優子と付き合っている。
橘 孝一（たちばな こういち）
葵の同級生で、小学校からの友人。
リュータ
葵が飼っているラブラドール。竜太の名前にちなんで葵が名づけた。訓練を受けて介助犬となり、葵の生活を支える。
北川 雄矢（きたがわ ゆうや）
車椅子の19歳の高校生。有名な車椅子バスケットボールの選手で、仲間と事業を起こすなど、自立した生活を送る。
三崎 理沙（みさき りさ）
渋谷を遊び場にしているコギャルの高校2年生。学校の単位目当てで参加したボランティアで北川と出会い、彼に想いを抱くと同時に、それまで無関心だった障害者への理解が芽生える。

## 番外編
Side Story
渋谷のコギャル・理沙と北川のストーリー。
- 理沙、旅立ちの夏（『デラックスマーガレット』2001年11月号、3巻収録）
- 理沙、再会の夏（『デラックスマーガレット』2002年9月号、5巻収録）
- 理沙、宿無しの春（『デラックスマーガレット』2004年5月号、7巻収録）
- 理沙 決意の朝（『デラックスマーガレット』2006年5月号、10巻収録）

チェリーブロッサム
介助犬ジョージアを支えに、同級生の河井に恋をする女子大生・桜の物語。
- チェリーブロッサム（『デラックスマーガレット』2003年7月号、6巻収録）
- チェリーブロッサム〜2003summer〜（『デラックスマーガレット』2003年11月号、7巻収録）

その他
HIKARUの巻（『デラックスマーガレット』2002年5月号掲載、5巻収録）
光を主人公とした番外編。
bouquet 〜ブーケ〜（『デラックスマーガレット』2006年3月号掲載、10巻収録）
葵の姉・萌を主人公とした番外編。

## 書誌情報
単行本
和田尚子 『Flower〜フラワー〜』 《集英社・マーガレットコミックス》 全10巻
1. 2000年8月25日発売、ISBN 978-4-08-847264-5
2. 2001年1月25日発売、ISBN 978-4-08-847332-1、「Love Story 1970」収録
3. 2001年9月25日発売、ISBN 978-4-08-847422-9、「理沙、旅立ちの夏」収録
4. 2002年3月25日発売、ISBN 978-4-08-847485-4
5. 2003年3月25日発売、ISBN 978-4-08-847613-1、「理沙、再会の夏」「HIKARUの巻」「センチメンタル17」収録、本編なし
6. 2003年9月25日発売、ISBN 978-4-08-847670-4、「チェリーブロッサム」収録
7. 2004年7月23日発売、ISBN 978-4-08-847764-0、「理沙、宿無しの春」「チェリーブロッサム〜2003summer〜」収録
8. 2005年2月25日発売、ISBN 978-4-08-847829-6
9. 2006年5月25日発売、ISBN 978-4-08-846059-8
10. 2006年10月25日発売、ISBN 978-4-08-846105-2、「理沙 決意の朝」「bouquet 〜ブーケ〜」収録

文庫本
和田尚子 『Flower〜フラワー〜』 《集英社・集英社文庫コミック版》 全7巻（予定）
1. 2009年9月18日発売、ISBN 978-4-08-619023-7、解説：日本介助犬使用者の会会長・木村佳友
2. 2009年9月18日発売、ISBN 978-4-08-619024-4、「Love Story 1970」収録
3. 2009年10月16日発売、ISBN 978-4-08-619025-1、「Side Story 〜理沙、旅立ちの夏〜」「HIKARUの巻」収録
4. 2009年11月18日発売、ISBN 978-4-08-619026-8、「チェリーブロッサム」「Side Story 〜理沙、再会の夏〜」収録

### 同時収録
Love Story 1970
『別マスペシャル』1997年お正月増刊掲載、2巻収録

センチメンタル17
『デラックスマーガレット』2003年1月号掲載、5巻収録